# DD tank
Der DD Tank (engl. duplex drive tank „Panzer mit zwei Antriebsarten“) war ein während des Zweiten Weltkrieges für amphibische Operationen entwickelter Schwimmpanzertyp. Die Bezeichnung wird hauptsächlich im Zusammenhang mit den umgebauten, unter anderem bei Operation Overlord eingesetzten mittelschweren US-amerikanischen M4 Sherman benutzt.
Der Schwimmpanzer wurde zur Unterstützung der Infanterieaktionen an den Landungsstränden benötigt. Die schwimmfähig gemachten Panzer sollten von Landungsschiffen gestartet werden und mit eigener Kraft den Strand erreichen. Damit wollten die Alliierten sich einen Vorteil verschaffen, da die deutschen Verteidiger nicht auf Panzerangriffe von der Seeseite aus vorbereitet waren. Am Juno Beach konnten die Panzer erfolgreich eingesetzt werden, bei Omaha versagten sie jedoch fast auf der ganzen Linie.
Die schwimmenden Panzer gehörten zu den sogenannten Hobart’s Funnies, die speziell für die Invasion und den Einsatz an den Stränden entwickelt worden waren. Die meisten dieser Geräte wurden von den Briten und Kanadiern an ihren Stränden eingesetzt, nur die Schwimmpanzer wurden von den Amerikanern übernommen. Es ist aber spekulativ, ob ein umfangreicherer Einsatz der anderen Entwicklungen bzw. ein besonnener Umgang mit den Schwimmpanzern, speziell am Omaha Beach, zu weniger Verlusten geführt
hätte.

## Entwicklung
Bereits während des Ersten Weltkriegs wurden amphibische Panzer getestet; da aber keines dieser Fahrzeuge zuverlässig arbeitete, kamen sie nicht zum Einsatz. Auch in der Zwischenkriegszeit ging die Entwicklung auf diesem Gebiet weiter. Grundsätzlich wurden zwei Arten von amphibischen Panzern unterschieden:
- Panzerfahrzeuge mit natürlichem Auftrieb – diese waren aber entweder zu klein oder andererseits von so bizarrer Größe, dass ein Einsatz nicht in Frage kam.
- Panzerfahrzeuge mit angebauten Schwimmkörpern – sie passten jedoch mit ihrer Größe in kein Landungsschiff.

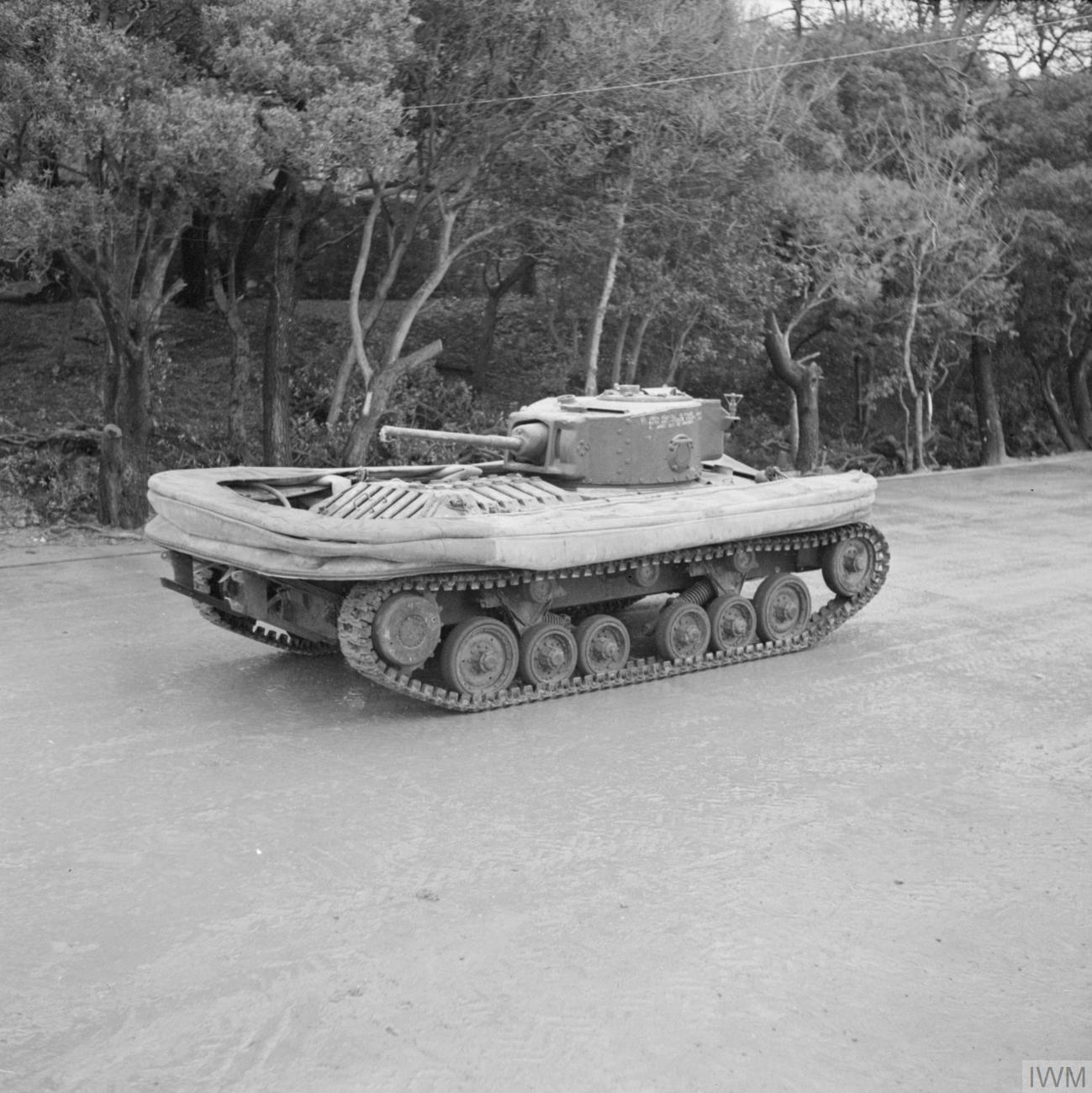
Valentine DD Tank der 79th Armoured Division School mit herabgelassener Schwimmschürze

1941 löste Nicholas Straussler das Problem, indem er wasserabweisende Leinwand zu einem faltbaren Schirm zusammenbaute, der den Panzern Auftrieb verlieh, ohne dass sie erheblich an Breite zulegten. Dieses Verfahren war aber nur in ruhigem Gewässer einsatzfähig. Der britische Generalmajor Percy Hobart erprobte Strausslers Faltschirm erfolgreich an Valentine- und Tetrarch-Panzern. Die Valentine-Panzer gingen damit in Produktion und wurden in der Folge von den alliierten Panzerbesatzungen für das Landungstraining benutzt. Dabei kam es immer wieder zu auch tödlich verlaufenden Unfällen.
1944 stellte sich heraus, dass der amerikanische Sherman-Panzer sich viel besser zur Umrüstung auf Schwimmfähigkeit eignete. Ein großer Vorteil des Sherman war dessen Fahrtrichtung mit der Kanone voraus. Damit war er direkt nach der Landung feuerbereit. Zudem war der Valentine-Panzer deutlich älter und dem Sherman an Kampfkraft unterlegen.
Für den Einsatz des DD Tank wurden die Panzerwanne der Shermans abgedichtet und hinten zwei zusätzliche Antriebspropeller angebracht, die über das Getriebe des Panzers zugeschaltet werden konnten. Dazu kam die Schwimmhülle von Straussler.
Die Schwimmpanzer waren durch den Antrieb der beiden Propeller im Wasser etwa 7 km/h schnell. Die Steuerung geschah mittels Drehung der Propeller und eines Ruders. Die Schwimmhülle bestand aus einem Leinenschirm, der mittels 36 Gummischläuchen aufgestellt werden konnte. Sie wurden mit Luft befüllt und verliehen dem Leinenschirm die nötige Steifigkeit. Die Schwimmhülle war mit einem Metallrahmen oberhalb der Kettenabdeckungen an der Außenhaut des Panzers befestigt. Das Aufpumpen dauerte etwa 15 Minuten. Das Zusammenfalten ging deutlich schneller, um die Einsatzfähigkeit des Panzers am Strand herzustellen.
Die Briten versuchten, auch die Cromwell- und Churchill-Panzer entsprechend auszustatten. Diese konnten aber nicht mehr fertiggestellt werden. Auch der britische Nachkriegspanzer Centurion wurde mit einer Schwimmhülle und einem Duplex-Antrieb getestet. Gegen Ende der 1950er-Jahre wurde die Entwicklung der DD Tanks eingestellt, da die neueren Panzer zu schwer geworden waren, um ihnen Schwimmfähigkeit zu verleihen. Leichte Schwimmpanzer wurden allerdings in China produziert; in einigen anderen Staaten wurden ebenfalls amphibische Fahrzeuge entwickelt, allerdings keine Panzer.
Auch das Deutsche Reich entwickelte für den Einsatz während der Operation Seelöwe Panzer für eine amphibische Landung. Dabei entstanden aber keine Schwimmpanzer, sondern der Tauchpanzer III, eine modifizierte Version des Panzerkampfwagen III. Dieser konnte wie der DD Tank von einem Landungsboot etwa eineinhalb Kilometer vor dem Strand gestartet werden. Im Gegensatz zu den Schwimmpanzern fuhr der Tauchpanzer III auf dem Meeresboden (Unterwasserfahren). Ein Gummischlauch versorgte den Motor und die Besatzung mit Luft. Damit erreichte er eine maximale Tauchtiefe von etwa 15 Metern.

## Einsatz
Der Haupteinsatz der DD Tanks fand während der Operation Neptune am D-Day statt. Eine geringe Anzahl wurde auch in der Operation Plunder, der Rheinüberquerung bei Rees und Wesel im März 1945 eingesetzt.
Zehn Panzerbataillone der Amerikaner, Kanadier und Briten wurden vor der Normandie-Landung mit Sherman-Schwimmpanzern ausgerüstet. Spezielle Landungsboote (LCTs), jedes mit vier Panzern beladen, sollten mit ihrer Last bis auf etwa drei Kilometer an die Küste heranfahren und die Panzer dort zu Wasser lassen. Diese sollten dann an das Ufer schwimmen und die deutsche Verteidigung überraschen, die auf einen Panzerangriff nicht eingestellt war. Während des Kampfes war der Einsatz der Schwimmpanzer teils erfolgreich, teils scheiterte er jedoch – letzteres hauptsächlich am Omaha Beach.
Am britischen Sword Beach, am Ostende der Invasionszone, arbeiteten die Schwimmpanzer sehr gut, da dort die See relativ ruhig war. Die DDs wurden rund vier Kilometer vor dem Strand ausgesetzt. 32 von 34 Schwimmpanzern erreichten das Ufer, wo sie die Landungstruppen planmäßig unterstützen konnten. Damit trugen sie wesentlich zu den dort relativ geringen alliierten Opferzahlen bei.
Die See am Gold Beach war deutlich aufgewühlter, so dass beschlossen wurde, die DDs direkt mit den Booten an Land zu bringen und sie nicht vorher auf See auszusetzen. Daher waren sie nicht als erste Einheiten am Strand, sondern kamen zusammen mit den Invasionstruppen an. In einigen Abschnitten gelang es den Deutschen, mit Panzerabwehrgeschossen etliche DDs außer Gefecht zu setzen. Der Einsatz verlief im Ganzen erfolgreich.
Die Kanadier vermochten am Juno Beach nur einige ihrer Schwimmpanzer zu Wasser zu lassen und anzulanden. Die gestarteten DDs schwammen aus einer Entfernung von etwa 700 Metern an das Ufer. Aus diesem Grund kamen sie nach der ersten Welle der Soldaten an, die hohe Verluste hinnehmen mussten. Den Panzern gelang es aber, die Verteidigungspositionen der Deutschen erfolgreich zu bekämpfen, so dass die Kanadier schnell einige Kilometer landeinwärts vorstoßen konnten. Am Ostende des Juno Beach war die See noch rauer; so standen die dort gelandeten Kanadier ohne Panzer am Ufer, was sie viele Opfer kostete. Trotzdem gelang ihnen der Durchbruch.

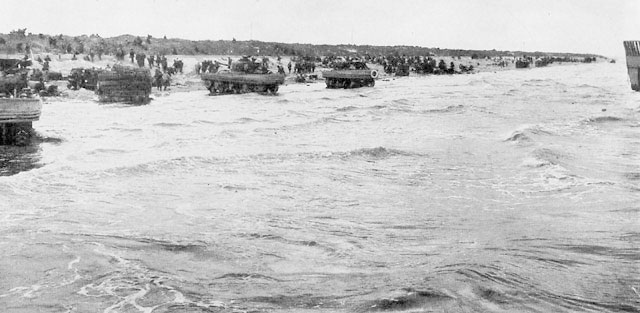
DD tanks am Utah Beach

Am Utah Beach gingen vier Schwimmpanzer verloren, als ihr Landungsboot auf eine Mine lief, explodierte und sank. Die übrigen 28 erreichten schadlos das Ufer, allerdings etwa eine Viertelstunde nach den schnelleren Landungsbooten der Infanterie. Auch hier trug ihr Einsatz zu den geringen Verlusten an diesem amerikanischen Landungsabschnitt bei.
Die höchste Verlustrate mussten die Schwimmpanzer bei ihrem Einsatz am Omaha Beach hinnehmen, da dort 27 von 29 auf See ausgesetzte Fahrzeuge während der Anfahrt untergingen. Dies wird allgemein der unterschätzten und sehr aufgewühlten See zugeschrieben. Die Wellenhöhe, für die die Schutzhülle gebaut war, sollte normalerweise nicht mehr als 0,3 Meter betragen. An diesem Tag betrug die Wellenhöhe vor Omaha jedoch fast zwei Meter. Unter diesen Bedingungen hatten die Besatzungen nie trainiert, und die Schutzhülle füllte sich schnell mit überströmendem Wasser. Zudem wurden die Panzer zu früh zu Wasser gelassen, in nahezu fünf Kilometer Abstand zum Ufer. Einige der Besatzungen warnten per Funk die nachfolgenden Kräfte, wodurch diese ihre Schwimmpanzer nicht auf See aussetzen, sondern direkt zum Strand brachten, was jedoch eine Verzögerung bedeutete. Dank der ihnen zur Verfügung stehenden Atemgeräte und aufblasbaren Rettungsboote konnten die meisten Besatzungsmitglieder der untergegangenen Panzer gerettet werden.
Neuere Untersuchungen gehen davon aus, dass die Omaha-DDs als Zielpunkt eine Kirchturmspitze am Horizont hinter den Omaha-Klippen anvisierten, jedoch durch eine Strömung seitlich abgetrieben wurden. Beim Versuch, das Landeziel beizubehalten richteten sie sich immer mehr parallel zu den Wellen aus, wodurch sie noch anfälliger für das Überspülen wurden. Die Besatzungen der einzigen 2 Panzer, die nicht untergingen, hatten dies nicht getan, sondern weiter direkt auf den Strand zu navigiert.

## DD Tanks heute
Im Panzermuseum Bovington in England stehen noch intakte Sherman- und Valentine-Schwimmpanzer mit funktionierender Schwimmhülle.
Drei der am D-Day untergegangenen Panzer wurden in den 1970er-Jahren gehoben. Einer wird im Musée des Épaves Sous-Marine du Débarquement (Museum für Unterwasserwracks der Invasion), einem Privatmuseum bei Port-en-Bessin in der Normandie ausgestellt. Ein weiterer steht im Juno Beach Centre, einem den Kanadiern gewidmetem D-Day-Museum bei Courseulles-sur-Mer.
Im Jahr 2000 versuchte die US-Marine, einen gesunkenen DD Tank bei Palermo auf Sizilien zu heben, was aber misslang.

## Amphibische Kampfpanzer heute
Die heute verwendeten Panzer und Kampfpanzer lassen sich in mehrere Kategorien einteilen:
- Panzer, die mittels aufgesetztem Schnorchelrohr Bäche und Flüsse geringer Tiefe durchqueren können
- Panzer, die für die Flussüberquerung auf Fähren oder Brücken der Pioniere angewiesen sind
- Leichte Panzer, die aufgrund ihrer Wichte ohne weitere Auftriebshilfen schwimmfähig sind
- Panzer, die zusätzlichen Auftrieb benötigen, etwa durch angehängte Auftriebskörper, zum Beispiel K21 NIFV
- Panzer nach dem DD-Prinzip, etwa der schwedische S-Panzer